# Koninklijke Nederlandsche Maatschappij tot bevordering der Geneeskunst
De Koninklijke Nederlandsche Maatschappij tot bevordering der Geneeskunst (KNMG) is een federatie van beroepsverenigingen van artsen.
De KNMG is de grootste en oudste artsenorganisatie in Nederland. Ze heeft als doel de kwaliteit van de medische zorg te bevorderen, de belangen van artsen in Nederland te behartigen en een bijdrage te leveren aan maatschappelijke vraagstukken op het gebied van gezondheid en zorg. De KNMG is belast met de publiekrechtelijke taken voor opleiding en (her)registratie van geneeskundig specialisten en profielartsen.

## Geschiedenis
De vereniging is opgericht in 1849, oorspronkelijk om bewerkstelligd te krijgen dat er een kwaliteitseis kwam voor artsen en dat het beroep beschermd zou worden. De organisatie werd opgericht onder de naam "Nederlandsche Maatschappij tot bevordering der Geneeskunst".
In 1865 werd de Wet Uitoefening Geneeskunst ingevoerd. Sindsdien is de uitoefening van het artsberoep "alleen nog geoorloofd aan diegenen aan wie de bevoegdheid daartoe volgens de wet is toegekend".
Op 7 juli 1949 ontving de vereniging het predicaat "Koninklijk", waarna de huidige naam werd aangenomen.

## Federatief samenwerkingsverband
De KNMG is een samenwerkingsverband van:
- de Federatie Medisch Specialisten
- de Koepel Artsen Maatschappij en Gezondheid (KAMG)
- de Landelijke vereniging van artsen in dienstverband (LAD)
- het Forensisch Medisch Genootschap (FMG)
- de Landelijke Huisartsen Vereniging (LHV)
- de Nederlandse Vereniging voor Arbeids- en Bedrijfsgeneeskunde (NVAB)
- de Nederlandse Vereniging voor Verzekeringsgeneeskunde (NVVG)
- de Vereniging van Specialisten in Ouderengeneeskunde (Verenso)
- de vereniging van geneeskundestudenten De Geneeskundestudent.

Artsen die lid zijn van een van deze federatiepartners, zijn automatisch aangesloten bij de KNMG.

## Internationale samenwerking
De KNMG is lid van het Comité Permanent des Médecins Européens (CPME), het Europese artsenverband. De KNMG is ook lid van de World Medical Association (WMA).

## Onderdelen van de KNMG
- College Geneeskundige Specialismen (CGS): stelt regels vast voor de geneeskundige vervolgopleidingen, de erkenning van die opleidingen en opleiders en de (her)registratie. Dit gebeurt voor profielartsen en alle specialisten: huisartsen, artsen voor verstandelijk gehandicapten, specialisten ouderengeneeskunde, medisch specialisten, bedrijfsartsen, verzekeringsartsen en artsen maatschappij + gezondheid.
- Registratiecommissie Geneeskundig Specialisten (RGS): beoordeelt de (her)registraties, geneeskundige vervolgopleidingen en erkenningen aan de hand van de regelgeving van het CGS. Het merendeel van de commissie bestaat uit artsen en werkt samen met de wetenschappelijke artsenverenigingen.
- KNMG Districten: Het landelijk bureau werkt samen met zestien KNMG Districten. Het districtsbestuur vormt de primaire schakel tussen artsen in de regio en het landelijk bureau.
- GAIA: digitaal loket voor het aanvragen en registreren van geaccrediteerde nascholing.
- SCEN: Steun en Consultatie bij Euthanasie in Nederland. Specifieke ondersteuning voor artsen bij uitvoering van een euthanasieverzoek.
- KNMG Artseninfolijn: advieslijn voor artsen met vragen op medisch ethisch of gezondheidsrechtelijk gebied.
- KNMG Artsen Onderzoek: de KNMG voert onder de naam KNMG Artsen Onderzoek regelmatig peilingen en onderzoeken uit onder artsen.
- Medisch Contact: Artsenvakblad, voor artsen aangesloten bij de KNMG.

Eerder kende de organisatie ook een Raad voor de tuchtrechtspraak.